# Utivarachna
Genre
Utivarachna est un genre d'araignées aranéomorphes de la famille des Trachelidae.

## Distribution
Les espèces de ce genre se rencontrent en Asie du Sud-Est, en Asie de l'Est et en Asie du Sud.

## Liste des espèces
Selon World Spider Catalog (version 25.0, 25/03/2024) :
- Utivarachna accentuata (Simon, 1896)
- Utivarachna angsoduo Dhiya’ulhaq & Dupérré, 2024
- Utivarachna arcuata Zhao & Peng, 2014
- Utivarachna balonku Dhiya’ulhaq & Dupérré, 2024
- Utivarachna bucculenta Deeleman-Reinhold, 2001
- Utivarachna chamaeleon Deeleman-Reinhold, 2001
- Utivarachna convolutiva Dankittipakul, Tavano & Singtripop, 2011
- Utivarachna dusun Deeleman-Reinhold, 2001
- Utivarachna fabaria Zhao & Peng, 2014
- Utivarachna fanjing Li, Zhang & Yu, 2022
- Utivarachna fronto (Simon, 1906)
- Utivarachna fukasawana Kishida, 1940
- Utivarachna galyaniae Dankittipakul, Tavano & Singtripop, 2011
- Utivarachna gongshanensis Zhao & Peng, 2014
- Utivarachna gui (Zhu, Song & Kim, 1998)
- Utivarachna ichneumon Deeleman-Reinhold, 2001
- Utivarachna itiokai Yamasaki, 2023
- Utivarachna kinabaluensis Deeleman-Reinhold, 2001
- Utivarachna lata Jin, Yin & Zhang, 2015
- Utivarachna linyejiei Chu & Li, 2023
- Utivarachna phyllicola Deeleman-Reinhold, 2001
- Utivarachna rama Chami-Kranon & Likhitrakarn, 2007
- Utivarachna rimba Dhiya’ulhaq & Dupérré, 2024
- Utivarachna rubra Deeleman-Reinhold, 2001
- Utivarachna subfabaria Liu, Xu & Haddad, 2020
- Utivarachna taiwanica (Hayashi & Yoshida, 1993)
- Utivarachna tamdao Chu & Li, 2023
- Utivarachna tangi Liu, Xu & Haddad, 2020
- Utivarachna trisula Dhiya’ulhaq & Dupérré, 2024
- Utivarachna yumaoi Lin & Li, 2023
- Utivarachna zhengguoi Chu & Li, 2023

## Systématique et taxinomie
Ce genre a été décrit par Kishida en 1940 dans les Clubionidae. Il est placé dans les Trachelidae par Ramírez en 2014.

## Publication originale
- Kishida, 1940 : « Notes on two species of spiders, Doosia japonica and Utivarachna fukasawana. » Acta Arachnologica Tokyo, vol. 5, no 2, p. 138-145.